# Gregorio VIII (antipapa)
Maurice Bourdin, spesso latinizzato in Burdino (Limosino, XI secolo – Cava de' Tirreni, 1137), è stato un arcivescovo cattolico francese che divenne antipapa con il nome Gregorio VIII dal 10 marzo 1118 al 22 aprile 1121.

## Biografia
Maurice Bourdin nacque nella provincia francese del Limosino. Fu educato a Cluny, a Limoges e in Castiglia, dove divenne diacono di Toledo. Tra il 1098 ed il 1099 le sue conoscenze nell'ambiente di Cluny lo raccomandarono come vescovo di Coimbra. Dopo un pellegrinaggio di quattro anni in Terra santa, nel 1111 fu nominato arcivescovo di Braga dove fu uno dei principali agenti di Enrico di Borgogna, conte del Portogallo nella sua riorganizzazione della Chiesa portoghese.
Il Portogallo era a quel tempo un feudo di Castiglia e l'ambizioso conte Enrico stava perseguendo un vigoroso programma di autonomia politica e religiosa. Nel 1114 Bourdin rimase coinvolto in una disputa con il primate spagnolo e legato pontificio in Castiglia Bernardo di Toledo: venuto a Roma per appellarsi a papa Pasquale II, ottenne da questi la risoluzione della disputa a proprio favore. Tornò a Roma nel 1116 per risolvere un'altra disputa con una diocesi vicina proprio quando Enrico V scese in Italia nel contesto della lotta per le investiture. Venne così incaricato da Pasquale II, che nel frattempo si mise in salvo con la curia a Benevento, di un'ambasceria presso l'imperatore. Bourdin passò dalla parte di quest'ultimo, Enrico V entrò a Roma il 23 marzo 1117, domenica di Pasqua, e fu incoronato imperatore dallo stesso Bourdin. Pasquale II scomunicò Enrico V e rimosse Bourdin dalle sue cariche.
Quando Pasquale II morì, nel gennaio del 1118, gli successe Gelasio II. Enrico V tornò a Roma, ma Gelasio si rifugiò a Gaeta rifiutandosi di incontrare l'imperatore per discutere le questioni tedesche. Avendo ripreso forza la fazione imperiale tra i cardinali, l'elezione di Gelasio venne annullata dall'imperatore e il 1º marzo 1118 Maurice Bourdin venne proclamato papa con il nome di Gregorio VIII, l'ultimo di una lunga serie di usurpatori (Clemente III, Teodorico, Alberto, Silvestro IV). A Capua, il 7 aprile successivo, Gelasio II scomunicò sia Gregorio VIII che Enrico V.
Dopo la morte di Gelasio II, nel 1119, quando fu eletto papa Callisto II, Enrico V fu indotto a cambiare alleanza papale, come verrà poi sancito nel Concordato di Worms del 1122. Callisto II entrò a Roma e Gregorio VIII dovette andarsene a Sutri, dove si trovava ancora quando, nell'aprile del 1121, le truppe di Callisto assediarono la città per otto giorni, finché la cittadinanza non consegnò loro Gregorio che fu portato a Roma e imprigionato nel Septizonium. Dopo essere stato confinato in diversi monasteri, Gregorio morì a Cava de' Tirreni poco dopo l'agosto del 1137.

## Successione apostolica
La successione apostolica è
- Vescovo Nuño Alfonso (1112)
- Vescovo Hugo (1112)
- Vescovo Ugo (1118)